# Platteville (condado de Grant, Wisconsin)
Platteville es un pueblo ubicado en el condado de Grant en el estado estadounidense de Wisconsin. En el Censo de 2010 tenía una población de 1.509 habitantes y una densidad poblacional de 18,91 personas por km².

## Geografía
Platteville se encuentra ubicado en las coordenadas 42°42′13″N 90°30′55″O / 42.70361, -90.51528. Según la Oficina del Censo de los Estados Unidos, Platteville tiene una superficie total de 79.8 km², de la cual 79.8 km² corresponden a tierra firme y (0%) 0 km² es agua.

## Demografía
Según el censo de 2010, había 1.509 personas residiendo en Platteville. La densidad de población era de 18,91 hab./km². De los 1.509 habitantes, Platteville estaba compuesto por el 97.48% blancos, el 0.27% eran afroamericanos, el 0.07% eran amerindios, el 1.39% eran asiáticos, el 0% eran isleños del Pacífico, el 0.2% eran de otras razas y el 0.6% pertenecían a dos o más razas. Del total de la población el 0.73% eran hispanos o latinos de cualquier raza.